# 45517 Jett
45517 Jett è un asteroide della fascia principale. Scoperto nel 2000, presenta un'orbita caratterizzata da un semiasse maggiore pari a 3,0130301 au e da un'eccentricità di 0,0507015, inclinata di 2,34943° rispetto all'eclittica.